# Kazuaki Nagasawa
Kazuaki Nagasawa (n. 4 februarie 1958) este un fost fotbalist japonez.

## Statistici
| Japonia | Japonia | Japonia |
| An      | Meciuri | Goluri  |
| ------- | ------- | ------- |
| 1978    | 6       | 0       |
| 1979    | 0       | 0       |
| 1980    | 0       | 0       |
| 1981    | 0       | 0       |
| 1982    | 0       | 0       |
| 1983    | 0       | 0       |
| 1984    | 0       | 0       |
| 1985    | 3       | 0       |
| Total   | 9       | 0       |